# خنفساء القلف المنعكسة
خنفساء القلف المنعكسة (الاسم العلمي:Scolytus reflexus) هو نوع من الحشرات يتبع جنس خنفساء القلف من فصيلة السوسية الحقيقية.